# حنظلة بن صفوان (نبي)
حنظلة بن صفوان هو النبي الذي بعثه الله إلى أصحاب الرس، حسب ما ذكره ابن كثير  في كتابه قصص الأنبياء، ولم يُذكر صراحةً في القرآن الكريم، أو في السنة النبوية، وإنما ذُكر نقلاً عن بن عساكر في أول تاريخه عند ذكر بناء دمشق عن تاريخ أبي القاسم عبد الله بن عبد الله بن جرداد، وغيره حيث ذكر أن أصحاب الرس كانوا بحضور، فبعث الله إليهم حنظلة بن صفوان، فكذبوه، وقتلوه، فسار عاد بن عوص بن ارم بن سام بن نوح بولده من الرس، فنزل الأحقاف، وأهلك الله تعالى أصحاب الرس، وانتشروا في اليمن كلها، وفشوا مع ذلك في الأرض كلها، حتى نزل جيرون بن سعد بن عاد بن عوص بن إرم بن سام بن نوح إلى دمشق، وبنى مدينتها، وسماها جيرون، وهي إرم ذات العماد، وليس أعمدة الحجارة في موضع أكثر منها بدمشق، فبعث الله نبيه هود بن عبد الله بن رباح بن خالد بن الحلود بن عاد إلى عاد، يعني أولاد عاد بالأحقاف، فكذبوه فأهلكم الله عز وجل  ، إلا أنَّ هذا وحده لا يكفي لمعرفة صحّة الرواية لعدم معرفة سندٍ لها.

## قصته مع قومه
قيل في إحدى الرويات أن أصحاب الرس هم قوم نبي الله حنظلة، وهم الذين ذكرهم الله - عزّ وجل - في سورة ق فقال عنهم: ﴿كَذَّبَتْ قَبْلَهُمْ قَوْمُ نُوحٍ وَأَصْحَابُ الرَّسِّ وَثَمُودُ ۝١٢﴾، حيث أنهم كانوا يعبدون شجرة صنوبر كان يافث بن نوح غرسها على شفير عين كان يطلق عليها «روشنا آب»، وكان يطلق على الشجرة اسم " شاهدرخت "، وسميّ أصحاب الرس بهذا الاسم لأنهم رسّوا نبيهم في الأرض، حيث كانت لهم اثنتا عشرة قرية على شاطيء نهر يقال له الرس من بلاد المشرق، وبهم سمي النهر، ولم يكن يومئذ في الأرض أي نهر أغزر منه ولا أعذب منه ولا قرى أكثر ولا أعمر منها. وذكر عليه السلام أسماءها، وكان أعظم مداينهم اسفندار وهي التي ينزلها ملكهم، وكان يسمى تركوذ بن غابور بن يارش بن ساذن بن نمرود بن كنعان، وهو نفسه النمرود ملك بابل على زمان النبي ابراهيم.
وليست هذه الرواية الوحيدة حول هذا النبي، فكون أصحاب الرس هم قوم هذا النبي ليس شيئاً مؤكداً، فذُكر روايات أنهم أهل أنطاكيَة الذين قتلوا حبيباً النجار مؤمن آل يس وطرحوه في البئر، والذي تم ذكر قتصه في القرآن في سورة يس فقال الله تعالى عنه: ﴿وَاضْرِبْ لَهُمْ مَثَلًا أَصْحَابَ الْقَرْيَةِ إِذْ جَاءَهَا الْمُرْسَلُونَ ۝١٣ إِذْ أَرْسَلْنَا إِلَيْهِمُ اثْنَيْنِ فَكَذَّبُوهُمَا فَعَزَّزْنَا بِثَالِثٍ فَقَالُوا إِنَّا إِلَيْكُمْ مُرْسَلُونَ ۝١٤ قَالُوا مَا أَنْتُمْ إِلَّا بَشَرٌ مِثْلُنَا وَمَا أَنْزَلَ الرَّحْمَنُ مِنْ شَيْءٍ إِنْ أَنْتُمْ إِلَّا تَكْذِبُونَ ۝١٥ قَالُوا رَبُّنَا يَعْلَمُ إِنَّا إِلَيْكُمْ لَمُرْسَلُونَ ۝١٦ وَمَا عَلَيْنَا إِلَّا الْبَلَاغُ الْمُبِينُ ۝١٧ قَالُوا إِنَّا تَطَيَّرْنَا بِكُمْ لَئِنْ لَمْ تَنْتَهُوا لَنَرْجُمَنَّكُمْ وَلَيَمَسَّنَّكُمْ مِنَّا عَذَابٌ أَلِيمٌ ۝١٨ قَالُوا طَائِرُكُمْ مَعَكُمْ أَئِنْ ذُكِّرْتُمْ بَلْ أَنْتُمْ قَوْمٌ مُسْرِفُونَ ۝١٩﴾ ، وقيل قومٌ من ولد يهوذا كانوا يَعبدون شجرة الصنوبر وهم من رسّوا نبيهم في البئر، وقال وهب بن مُنَبِّه عنهم أنهم القوم الذي أرسل الله إليهم شعيب، وكونهم قوم نبي الله حنظلة هي إحدى هذه الروايات.
وهو - بشكلٍ عام - قد يكون نبياً ممن لم يقصصهم الله على رسوله محمد - صلى الله عليه وسلم - كما قال الله عنهم في القرآن:-﴿وَلَقَدْ أَرْسَلْنَا رُسُلًا مِنْ قَبْلِكَ مِنْهُمْ مَنْ قَصَصْنَا عَلَيْكَ وَمِنْهُمْ مَنْ لَمْ نَقْصُصْ عَلَيْكَ وَمَا كَانَ لِرَسُولٍ أَنْ يَأْتِيَ بِآيَةٍ إِلَّا بِإِذْنِ اللَّهِ فَإِذَا جَاءَ أَمْرُ اللَّهِ قُضِيَ بِالْحَقِّ وَخَسِرَ هُنَالِكَ الْمُبْطِلُونَ ۝٧٨﴾ ، ولكن اسم قومه، ومكانهم غير مؤكد بدليل شرعي من القرآن، والسنّة.